# Canal de Gloucester et Sharpness

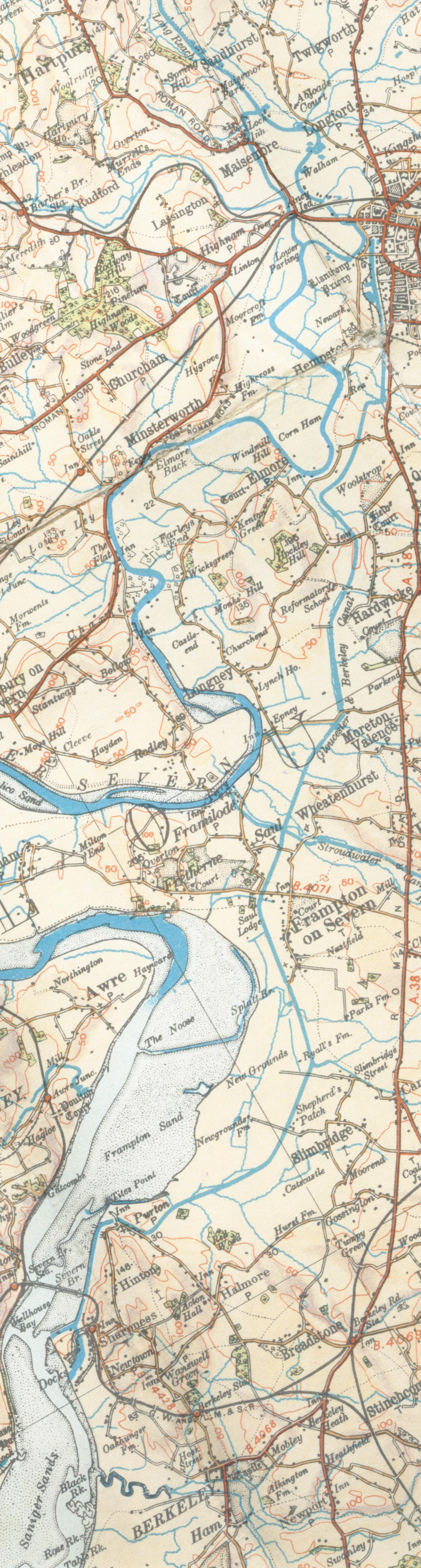
Une carte du canal de 1933

Le canal de Gloucester et Sharpness (également connu sous le nom de « Canal de Gloucester et Berkeley ») est un canal situé dans l’ouest de l’Angleterre, entre Gloucester et Sharpness. Sur une grande partie de sa longueur, il longe la rivière Severn, mais il coupe une boucle importante de la rivière, à un virage (autrefois dangereux) près d’Arlingham. C’était autrefois le canal le plus large et le plus profond du monde. Le canal est long de 26,5 km.

## Planification et construction du canal
Conçu à l’époque de la canalmania à la fin du XVIIIe siècle, le projet de « canal pour navires de Gloucester et Berkeley » (comme on l’appelait à l’origine) a été lancé par l’architecte et ingénieur civil Robert Mylne. En 1793 a été votée une loi du Parlement britannique autorisant la collecte d’un total de 200 000 livres sterling. Le projet rencontre rapidement des difficultés financières, à tel point que Mylne quitte le projet en 1798.
Au milieu de 1799, les coûts de construction avaient atteint 112 000 £, mais seulement 9 km du canal avaient été achevés. Le rôle de Robert Mylne a été repris par James Dadford, qui avait été engagé à l’origine comme ingénieur résident sur le projet en 1795. La compagnie cesse d’employer Dadford en 1800, par manque de fonds.

## Décennie de levée de capitaux
Entre 1800 et 1810, diverses tentatives ont été faites pour recueillir des fonds pour continuer la construction, mais elles n’ont rien donné. L’argent des péages et des loyers a permis d’apporter quelques améliorations au bassin de Gloucester en 1813.

## Achèvement final
À partir de 1817, la Loi pour l’emploi des pauvres permet à l’entreprise d’emprunter de l’argent à la Commission de prêt du projet de loi de l’Échiquier. Ceci, ainsi que d’autres émissions d’actions, ont fourni suffisamment d’argent pour achever le projet. Après ces retards importants, le canal ouvrit au trafic en avril 1827. Au cours de sa construction, le canal avait coûté 440 000 £ (l’équivalent de 38 000 000 £ de 2019). Lorsqu’il ouvrit, le canal avait 26,4 m de large, 5,5 m de profondeur et pouvait accueillir des embarcations jusqu’à 610 tonnes de déplacement. Les deux écluses du canal proprement dites étaient longues de 35 m.

## Dividendes
Au milieu du XIXe siècle, il s’est avéré possible de verser un petit dividende, la dette envers la Commission de prêt de factures de l’Échiquier ayant été remboursée à l’aide d’un prêt de 60 000 £ auprès de la Pelican Life Assurance Company. En 1871, la dernière des dettes contractées pour le financement du canal, y compris le prêt de la Pelican, a été remboursée. Sur le tronçon du pont ferroviaire sur la Severn (achevé en 1879) qui passa au-dessus du canal, une section de pont basculant a été construite pour éviter de restreindre le tirant d'air des navires.

## Les Purton Hulks
En 1909, à la suite d’un effondrement sur la rive de la rivière, l’ingénieur en chef de la compagnie du canal, A. J. Cullis, demande que de vieux navires (hulks) soient échoués le long de la rive de la Severn, près de Purton, afin de créer une protection contre les marées pour renforcer l’étroite bande de terre située entre la rivière et le canal . Des barges, des  trows et des goélettes ont été échoués à marée haute, et se sont depuis remplis de limon. D’autres bateaux ont été ajoutés, y compris la goélette Katherine Ellen qui a été saisie en 1921 pour avoir apporté des armes à l’IRA, la barge Harriett du canal Kennet et Avon et des barges de ferrociment construites pendant la Seconde Guerre mondiale.
En 1999, Paul Barnett a lancé un projet de recherche, financé par le secteur privé, pour répertorier les 81 navires échoués sur le site, reconnu comme le plus grand cimetière de navires de Grande-Bretagne continentale . En 2010, British Waterways prend le contrôle du site pour tenter de le protéger .

## Temps modernes
En 1905, le trafic dépasse pour la première fois le million de tonnes. Le pétrole vient s’ajouter à la liste des cargaisons transportées par le canal, avec des vraquiers transportant du carburant aux réservoirs de stockage situé au sud de Gloucester. En 1937, le canal est parcouru par les sous-marins HMS H33 et HMS H49. Le canal a été nationalisé en 1948. Vers la même période, la police de Sharpness Dock, qui assurait la police du quai depuis 1874, a été absorbée par la police britannique des transports.
En 1955, le Board of Survey of Canals and Inland Waterways a publié un rapport qui, entre autres choses, décrivait le canal de Gloucester et Sharpness comme transportant un trafic important et offrant des possibilités de développement commercial.
La rivière Cam, dont le débit s’accroit en raison du ruissellement industriel et agricole, est une source d’alimentation importante pour Gloucester et le canal Stroudwater. Aujourd’hui, le canal peut être utilisé par des bateaux allant jusqu’à 64 m de longueur, 9,6 m de maître-bau et 32 m de hauteur. Le tirant d'eau maximum est de 3,5 m.
Au milieu des années 1980, le trafic commercial s’était en grande partie arrêté, le canal étant abandonné aux croisières de plaisance, à l’exception de quelques passages de barges de céréales. Le trafic du pétrole a cessé en 1985 avec la fermeture du dépôt pétrolier à Quedgeley. Afin de permettre la construction de la voie de contournement sud-ouest de Gloucester par l’A430, le canal a dû être détourné. Ce nouveau tracé a éliminé un problème majeur qui gênait le trafic commercial depuis son ouverture : le double virage serré dans le canal. La nouvelle section du canal a été ouverte le 6 mai 2006. En janvier 2009, un projet fut lancé pour remplacer l’ancien système de pont basculant à manivelle par une section motorisée.
Le canal est relié directement au canal Stroudwater à Saul Junction.

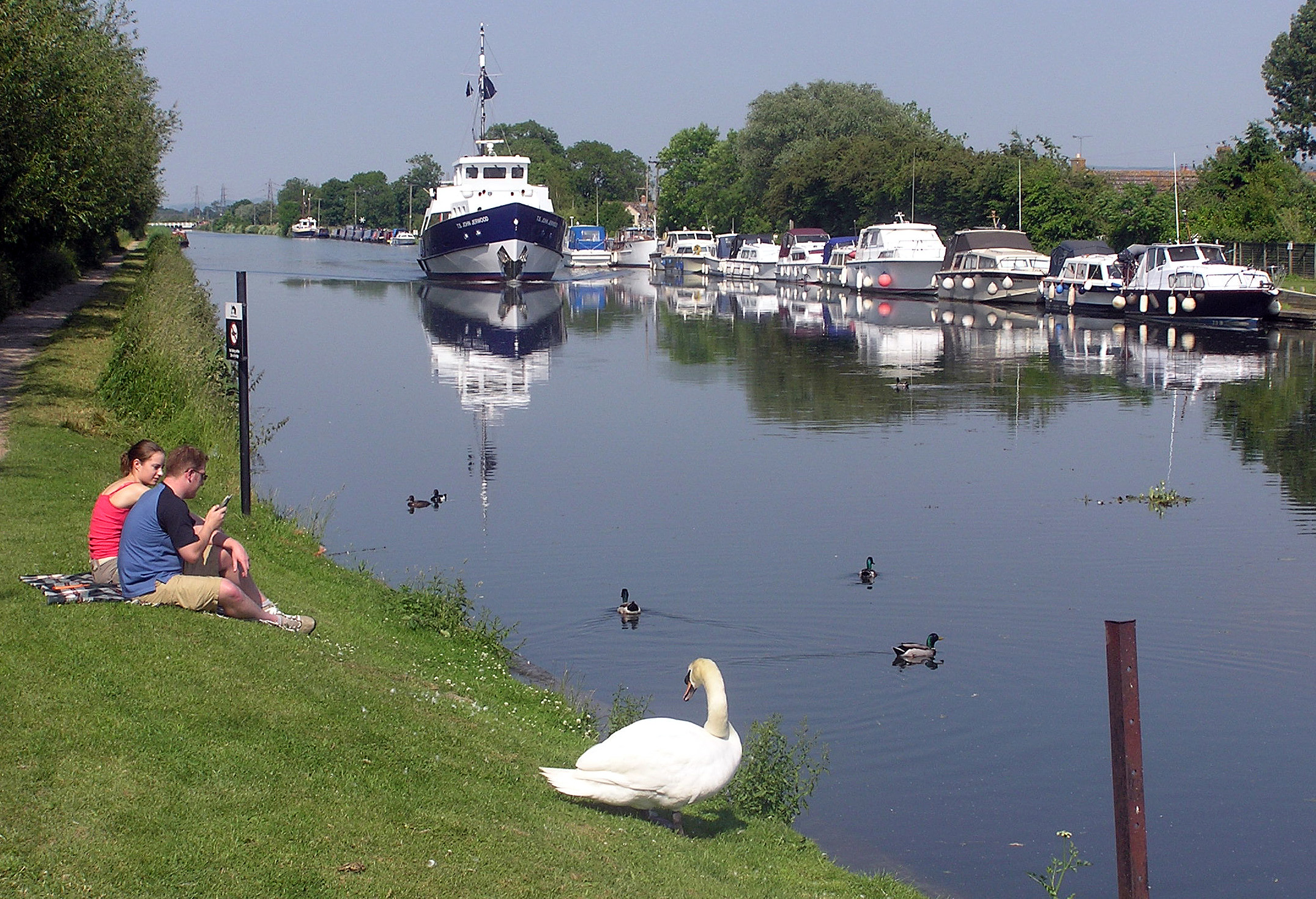
Le canal à Patch Bridge, près de la réserve naturelle de Slimbridge.
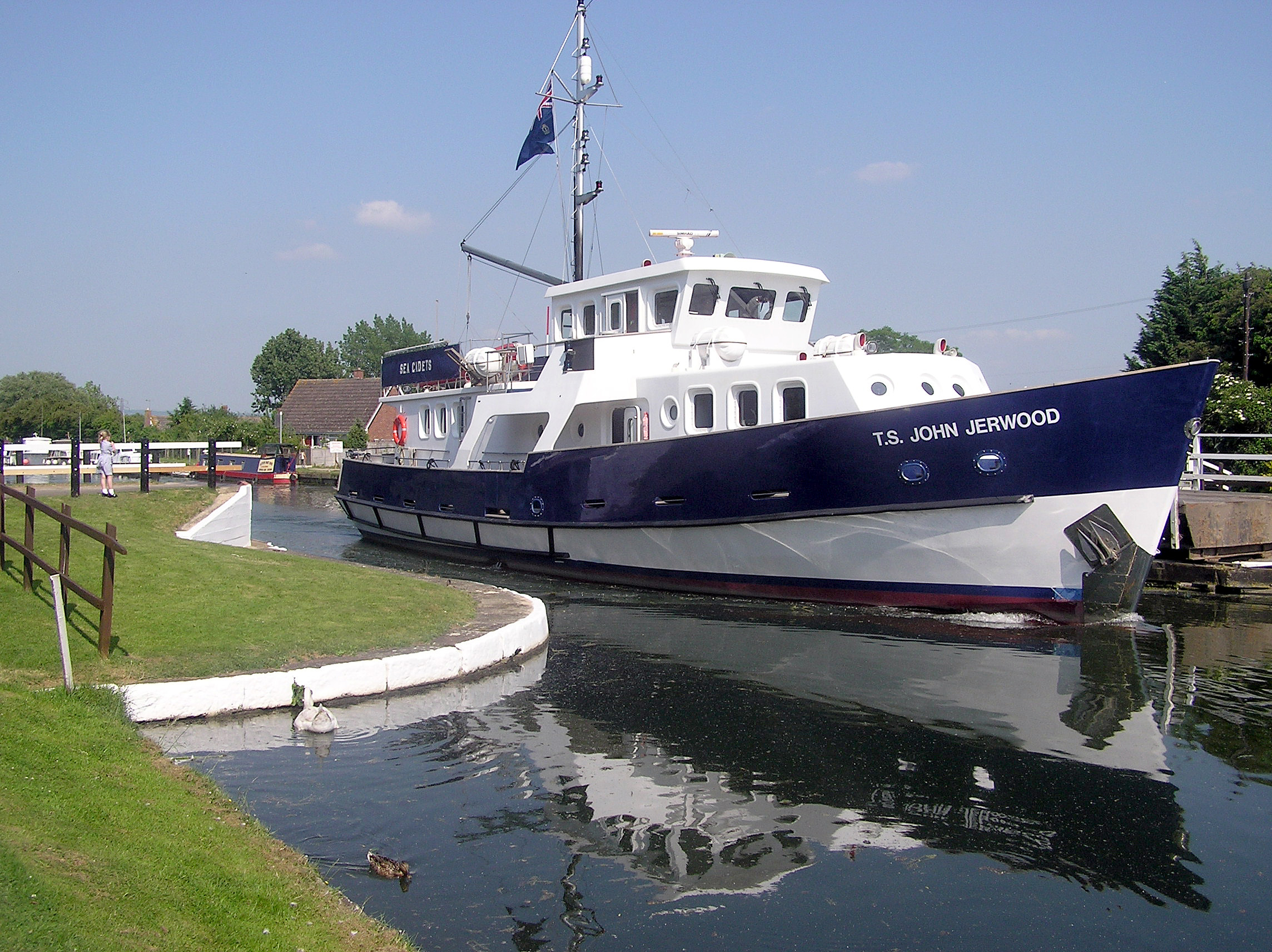
Le navire d’entraînement des cadets de la Marine, le TS John Jerwood, traverse Patch Bridge sur le canal de Gloucester et Sharpness, en route vers la rivière Severn.
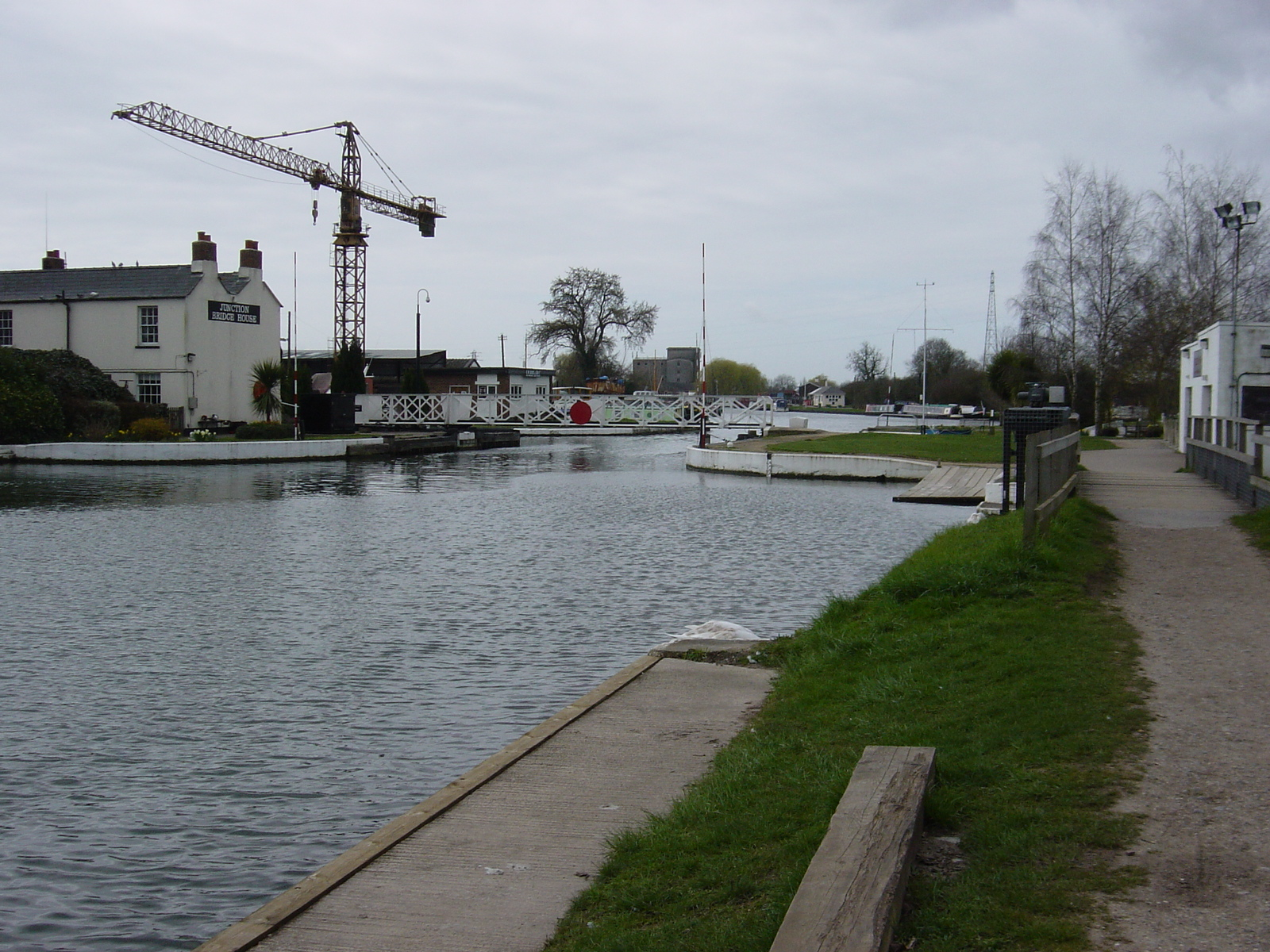
Le canal Gloucester et Sharpness à Saul Junction.
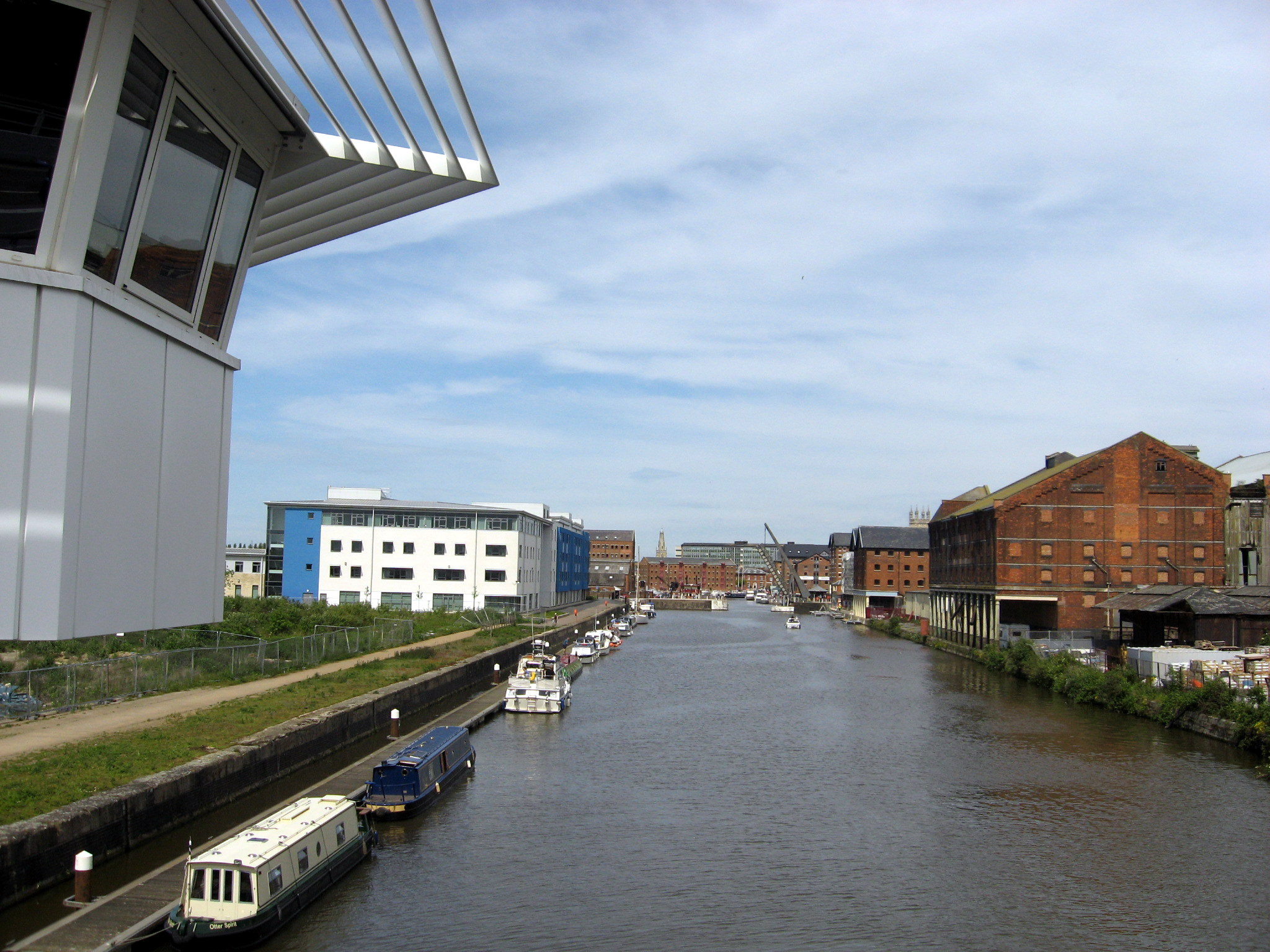
Le canal de Gloucester et Sharpness à l’entrée des quais de Gloucester.